# Gaizka Mendieta
Gaizka Zabala Mendieta (baskijska wymowa: [gais̻ka s̻aβala mendieta]; ur. 27 marca 1974 w Bilbao) – były hiszpański piłkarz, pochodzący z Kraju Basków, grający na pozycji prawego pomocnika. Był specjalistą od wykonywania rzutów karnych, jego mocną stroną były także strzały z dystansu. Był graczem takich klubów jak CD Castellón, Valencia CF, SS Lazio, FC Barcelona i Middlesbrough FC. Na początku pierwszej dekady XXI wieku był uważany za jednego z najlepszych piłkarzy na świecie. Wówczas z zespołem z Walencji dwa razy wystąpił w finale rozgrywek Ligi Mistrzów (w 2000 i 2001 roku). Podczas swojej kariery nigdy nie został mistrzem kraju, a tylko raz zajął 2. miejsce w rozgrywkach ligowych – w sezonie 1995/1996 wywalczył z Valencią CF wicemistrzostwo Hiszpanii. W lipcu 2001 roku przeszedł z klubu z Walencji do SS Lazio za kwotę odstępnego 48 milionów euro – była to ówcześnie najwyższa kwota transferu za hiszpańskiego piłkarza, a także szósta najwyższa kwota odstępnego ogółem w piłce nożnej w tamtym czasie. Ogółem podczas kariery klubowej rozegrał 410 spotkań ligowych, w których zdobył 55 bramek. Zakończył karierę 1 lipca 2008 roku.
Z młodzieżową reprezentacją został wicemistrzem Europy do lat 21. Z reprezentacją Hiszpanii U-23 wziął udział w Letnich Igrzyskach Olimpijskich 1996 w Atlancie. Natomiast z seniorską reprezentacją swojego kraju dwukrotnie dochodził do ćwierćfinału wielkich turniejów – na EURO 2000 oraz mistrzostwach świata w Korei Południowej i Japonii. Ogólnie w dorosłej reprezentacji Hiszpanii rozegrał 40 spotkań, w których zdobył 8 bramek.

## Kariera klubowa

### CD Castellón
Jako junior występował w takich zespołach jak Deportes Tonin i Oropesa CF. Profesjonalną karierę rozpoczynał w klubie CD Castellón. 1 lipca 1991 roku został przeniesiony do pierwszej drużyny tego zespołu, która wówczas występowała w Segunda División. W sezonie 1991/1992 jego ekipa ukończyła rozgrywki na 15. miejscu, a Mendieta rozegrał w nich 16 spotkań.

### Valencia CF
1 lipca 1992 roku przeszedł do klubu Valencia CF, jednak kwota odstępnego jest nieznana. W nowym klubie, w sezonie 1992/1993, rozegrał 2 mecze w barwach pierwszego zespołu oraz 31 w drużynie rezerw. Wówczas pierwszy zespół, który występował w Primera División, zakończył te rozgrywki na 4. pozycji. W następnym sezonie zaczął częściej grać w barwach pierwszego zespołu – wystąpił w nim w 20 meczach oraz w 17 spotkaniach drużyny rezerw. W tym sezonie strzelił też swojego pierwszego gola w Primera División, a jego zespół ukończył rozgrywki na 7. miejscu.
Od sezonu 1994/1995 grał już tylko dla pierwszego zespołu. Wystąpił w 13 meczach, strzelając jednego gola, a Valencia CF zakończyła sezon na 10. pozycji. Jednak w Pucharze Króla jego drużyna dotarła do finału. W decydującym pojedynku, 27 czerwca 1995 roku, rozegrał pełne 90 minut spotkania przeciw Deportivo La Coruña, jednak Valencia CF przegrała ten mecz 1–2, a sam Mendieta został ukarany w 90. minucie drugą żółtą i w efekcie czerwoną kartką. W następnym sezonie rozegrał w lidze 34 mecze, a jego drużyna zdobyła wicemistrzostwo Hiszpanii. Do prowadzącego w tabeli Atlético Madryt zabrakło 4 punktów. W Pucharze Króla zespół dotarł do półfinału, gdzie również musiał uznać wyższość drużyny z Madrytu. W sezonie 1996/1997 w Primera División zagrał 30 spotkań, w których strzelił jednego gola. Valencia CF uplasowała się wówczas na 10. pozycji. W Pucharze Króla klub odpadł już jednak w 1/8 finału po porażce w dwumeczu z UD Las Palmas. W Pucharze UEFA Valencia CF dotarła do ćwierćfinału, gdzie przegrała w dwumeczu 0–2 i 1–1 z późniejszym tryumfatorem, klubem FC Schalke 04. W następnym sezonie Gaizka Mendieta zagrał w 30 meczach i strzelił 10 bramek. Jego zespół ukończył rozgrywki na 9. miejscu. W Pucharze Króla drużyna ponownie odpadła w 1/8 finału po przegranej z FC Barcelona. W sezonie 1998/1999 rozegrał 38 spotkań i strzelił 7 goli. Valencia CF zakończyła rozgrywki na 4. miejscu, które dawało możliwość gry w eliminacjach do Ligi Mistrzów. Jego zespół zwyciężył natomiast w Pucharze Króla. 26 czerwca 1999 roku jego drużyna pokonała w finale 3–0 Atlético Madryt, a Gaizka Mendieta rozegrał cały mecz oraz strzelił bramkę na 2–0 w 33. minucie spotkania. W Pucharze UEFA Valencia CF w 1/16 finału zmierzyła się z Liverpoolem FC. Ekipy dwukrotnie ze sobą zremisowały 0–0 i 2–2, ale dzięki bramkom strzelonym na wyjeździe to drużyna z Anglii awansowała do dalszej fazy rozgrywek. Dzięki temu zwycięstwu mogli stoczyć bój o Superpuchar Hiszpanii, w którym ich przeciwnikiem była FC Barcelona. Pierwszy mecz odbył się 8 sierpnia 1999 roku na stadionie Mestalla. Gaizka Mendieta zagrał cały mecz a Valencia CF wygrała 1–0. Tydzień później rozegrano rewanż na Camp Nou. FC Barcelona trzykrotnie wychodziła na jednobramkowe prowadzenie, jednak za każdym razem piłkarze z Walencji wyrównywali wynik spotkania. Mimo czerwonej kartki dla Davida Albeldy w 83. minucie, udało im się dowieść korzystny rezultat do końca pojedynku. Mendieta ponownie zagrał pełne 90 minut spotkania i razem z kolegami z drużyny cieszył się ze zdobycia Superpucharu Hiszpanii.
W następnym sezonie piłkarz rozegrał w lidze 33 mecze, w których zdobył 13 goli – najwięcej w swojej karierze. Jego zespół ukończył rozgrywki na 3. miejscu. W Pucharze Króla jego drużyna odpadła już w 1/16 finału po porażce z klubem CA Osasuna. Jednak Gaizka Mendieta i jego zespół pozytywnie się wyróżnili w Lidze Mistrzów, gdzie dotarli aż do finału tych rozgrywek. Przegrali jednak decydujące starcie z Realem Madryt 0–3, a sam zawodnik rozegrał całe spotkanie będąc kapitanem zespołu.
Sezon 2000/2001 był jego ostatnim w barwach zespołu z Walencji. Rozegrał wówczas 31 spotkań, w których strzelił 11 bramek. Zakończył z zespołem rozgrywki na 5. miejscu w tabeli, które dawało przepustkę do rozgrywek Pucharu UEFA. Ponadto w Pucharze Króla jego drużyna odpadła w 1/16 finału po przegranym meczu z Guadix CF. Natomiast w Lidze Mistrzów drużyna powtórzyła osiągnięcie sprzed roku, docierając aż do finału. W decydującym meczu przeciwnikiem był Bayern Monachium. Już w drugiej minucie spotkania Gaizka Mendieta dał prowadzenie Valencii po bramce z rzutu karnego. W 50. minucie Stefan Effenberg wyrównał wynik spotkania, również po trafieniu z rzutu karnego. Zarówno regulaminowy czas jak i dogrywka nie przyniosły rozstrzygnięcia, więc arbiter zarządził serię rzutów karnych. Gaizka Mendieta wykorzystał swój rzut karny już w pierwszej serii. Dał tym samym prowadzenie Valencii, ponieważ Paulo Sérgio z Bayernu chybił wcześniej swój strzał. Jednak po pięciu seriach wciąż był wynik remisowy, gdyż swoje okazje zmarnowali Zlatko Zahovič i Amedeo Carboni z Valencii oraz Patrik Andersson z Bayernu. Rozstrzygnięcie przyniosła dopiero siódma seria rzutów karnych, kiedy to strzał Mauricia Pellegrinego został obroniony. Oznaczało to, że zespół Gaizki Mendiety przegrał to spotkanie po serii rzutów karnych 4–5.

### SS Lazio
1 lipca 2001 roku za kwotę 48 milionów euro przeszedł do zespołu SS Lazio z Rzymu. W nowym klubie zadebiutował 26 sierpnia 2001 roku w zremisowanym meczu 1–1 przeciwko Piacenza Calcio. Ogólnie w sezonie 2001/2002 rozegrał 20 spotkań ligowych, jednak nie strzelił żadnej bramki. SS Lazio zakończyło te rozgrywki na 6. pozycji. W Pucharze Włoch dotarł z zespołem do ćwierćfinału, w którym musiał uznać wyższość klubu AC Milan. W Lidze Mistrzów jego drużyna trafiła do grupy D z zespołami FC Nantes, Galatasaray SK i PSV Eindhoven. Wystąpił we wszystkich sześciu meczach grupowych, jednak tylko w dwóch rozegrał pełne 90 minut. Jego drużyna wygrała 2 spotkanie a 4 z nich przegrała, przez co z 6 punktami zajęła ostatnie miejsce w grupie.

### FC Barcelona
1 lipca 2002 roku został wypożyczony do FC Barcelona na okres do 30 czerwca 2003 roku. Opłata za wypożyczenie wynosiła półtora miliona euro. W sezonie 2002/2003 w ekipie z Barcelony rozegrał 33 spotkania ligowe, w których strzelił 4 bramki. Jego zespół zakończył rozgrywki na 6. miejscu. W Pucharze Króla jego drużyna odpadła już w 1/32 finału po porażce z klubem Novelda CF. W Lidze Mistrzów jego drużyna trafiła do grupy H z zespołami Club Brugge, Galatasaray i Lokomotiw Moskwa. FC Barcelona wygrał wszystkie sześć spotkań grupowych, a Gaizka Mendieta wystąpił w pięciu z nich. W drugiej fazie grupowej ich rywalami były Bayer 04 Leverkusen, Newcastle United i Inter Mediolan. Tym razem piłkarz wystąpił we sześciu meczach – pięciu wygranych i jednym zremisowanym – i awansował z drużyną do kolejnej rundy. W 1/4 finału jego ekipa zmierzyła się z Juventusem FC. W pierwszym meczu w Turynie padł remis 1–1, a Mendieta pojawił się na boisku w 63. minucie. W spotkaniu rewanżowym w Barcelonie po regulaminowym czasie gry również widniał wynik remisowy 1–1, więc arbiter zarządził dogrywkę, w której Juventus zdobył bramkę, eliminując tym samym Barcelonę z dalszej fazy rozgrywek. Mendieta w tym spotkaniu grał do 62. minuty.

### Middlesbrough FC
1 lipca 2003 roku został wypożyczony do Middlesbrough FC na okres do 30 czerwca 2004 roku. Opłata za wypożyczenie wynosiła 3,5 miliona euro. W nowym zespole w sezonie 2003/2004 rozegrał 31 meczów i zdobył 2 bramki. Middlesbrough FC zajął wówczas 11. miejsce w tabeli. W Pucharze Anglii jego zespół dotarł do 1/16 finału, gdzie doznał porażki 1–4 z Arsenalem FC. Middlesbrough FC zdobył jednak Puchar Ligi Angielskiej. W finałowym meczu Gaizka Mendieta rozegrał pełne 90 minut, a jego drużyna pokonała 2–1 Bolton Wanderers. 1 lipca 2004 roku zdecydował się na definitywny transfer do Middlesbrough FC bez kwoty odstępnego. Wcześniej bym bowiem tylko wypożyczony z SS Lazio. W sezonie 2004/2005 rozegrał tylko 7 spotkań ligowych. Jego drużyna zakończyła sezon na 7. pozycji. W Pucharze Anglii jego zespół ponownie dotarł tylko do 1/16 finału, gdzie doznał porażki 0–3 z Manchesterem United. Natomiast w Pucharze Ligi Angielskiej Middlesbrough FC zakończył rozgrywki w 1/8 finału po porażce 0–2 z Liverpoolem FC. W następnym sezonie zanotował udział w 17 meczach ligowych, w których strzelił 2 bramki. Jego zespół uplasował się ostatecznie na 14. miejscu. W Pucharze Anglii Middlesbrough doszedł do półfinału, w którym przegrało 0–1 z West Ham United FC. Jednak Mendieta nie zagrał w tym meczu. W Pucharze Ligi Angielskiej Middlesbrough FC zakończył rozgrywki w 1/4 finału, w którym doznał porażki 0–1 z Blackburn Rovers. W sezonie 2006/2007 rozegrał 7 spotkań ligowych. Jego drużyna uplasowała się wówczas na 12. pozycji. W Pucharze Anglii zaszedł z zespołem do ćwierćfinału, w którym trafił na Manchester United. W spotkaniu na Riverside Stadium padł remis 2–2, więc rozegrano drugi mecz na Old Trafford, który Middlesbrough przegrało 0–1 (Mendieta nie zagrał w tym spotkaniu). Sezon 2007/2008 był jego ostatnim w karierze. Nie zagrał w nim w żadnym meczu ligowym. Jego drużyna zakończyła sezon na 13. miejscu. W Pucharze Anglii odpadli w ćwierćfinale po porażce 0–2 z Cardiff City, natomiast w 1/16 finału Pucharu Ligi Angielskiej zostali wyeliminowani przez Tottenham Hotspur. Zakończył karierę 1 lipca 2008 roku.

## Kariera reprezentacyjna
W 1993 roku zagrał w dwóch meczach reprezentacji Hiszpanii do lat 20. Ponadto wystąpił w 13 spotkaniach reprezentacji U-21. Zagrał z tym zespołem na Mistrzostwach Europy do lat 21 w 1996 roku, które odbyły się w Hiszpanii. Ze swoją reprezentacją zaszedł aż do finału, w którym grali z Włochami. Gaizka Mendieta rozegrał cały mecz, w którym po regulaminowym czasie gry widniał remis 1–1. Hiszpanie przegrali konkurs rzutów karnych 3–4, jednak Mendieta nie wykonywał „jedenastki”. Z reprezentacją Hiszpanii do lat 23 wziął udział w Letnich Igrzyskach Olimpijskich 1996 w Atlancie. Zagrał z dwóch grupowych meczach – rozegrał całe spotkanie z Arabią Saudyjską wygrane 1–0 oraz 32 minuty w wygranym 3–2 meczu z Australią. Jednak jego ekipa przegrała w ćwierćfinale 0–4 z Argentyną i odpadła z turnieju (Gaizka Mendieta nie zagrał w tym meczu).
W seniorskiej reprezentacji Hiszpanii zadebiutował 27 marca 1999 roku na Estadio Mestalla w Walencji przeciwko Austrii w spotkaniu eliminacji Mistrzostw Europy w Piłce Nożnej w 2000 roku. Hiszpania wygrała to spotkanie 9–0, a sam zawodnik wszedł na boisko w 68. minucie gry, przy stanie 6–0. 5 czerwca 1999 roku strzelił swoją pierwszą bramkę dla reprezentacji Hiszpanii. Stało się to w meczu eliminacji Mistrzostw Europy przeciwko San Marino. Gaizka Mendieta wszedł na plac gry w 74. minucie, a w 90. minucie ustalił wynik na 9–0.
Piłkarz został powołany na EURO 2000. W pierwszym spotkaniu Hiszpania przegrała z Norwegią 0–1, a zawodnik pojawił się na boisku w 71. minucie. W drugim meczu grupowym Hiszpanie pokonali reprezentację Słowenii 2–1, a Mendieta zagrał całe 90 minut gry. Sytuacja w grupie tak się ułożyła, że podopieczni José Antonio Camacho musieli zwyciężyć w meczu z Jugosławią, aby awansować do ćwierćfinału. Do 90. minuty Hiszpanie przegrywali jednak 2–3. Wówczas Gaizka Mendieta wykorzystał rzut karny doprowadzając do remisu. Chwilę później zwycięskiego gola strzelił Alfonso Pérez, dzięki czemu Hiszpanie wygrali 4–3 i awansowali do dalszej fazy rozgrywek. W ćwierćfinale „La Furia Roja” zmierzyła się z Francuzami. W 33. minucie Zinédine Zidane zdobył bramkę dla „trójkolorowych”. 5 minut później Mendieta wyrównał wynik meczu. W 44. minucie Youri Djorkaeff ponownie dał prowadzenie reprezentacji Francji. W 56. minucie Ismael Urzaiz zastąpił Gaizkę na placu gry, jednak to końca meczu wynik nie uległ już zmianie. Hiszpania pożegnała się z Mistrzostwami Europy na tym etapie rozgrywek.
W 2002 roku został powołany na mistrzostwa świata, które były rozgrywane na boiskach Korei Południowej i Japonii. Był wówczas jedynym piłkarzem w kadrze Hiszpanii, niewystępującym w hiszpańskim klubie. Pierwszy swój mecz zagrał przeciwko reprezentacji Południowej Afryki. Zagrał do 77. minuty (zastąpił go Albert Luque) oraz wpisał się na listę strzelców w doliczonym czasie gry pierwszej połowy. Następnie wystąpił w 1/8 finału w spotkaniu przeciwko Irlandii. W 66. minucie zastąpił na boisku Javiera de Pedro. Wówczas reprezentacja Hiszpanii prowadziła 1–0. Jednak w 90. minucie Robbie Keane wyrównał wynik mecz pewnie wykorzystując „jedenastkę”. Dogrywka nie przyniosła rozstrzygnięcia i o awansie do następnej rundy decydowała seria rzutów karnych. Hiszpanie okazali się w nich lepsi wygrywając 3–2, a Gaizka Mendieta wykorzystał jeden z rzutów karnych. W ćwierćfinale w Gwangju podopieczni José Antonio Camacho zmierzyli się z ekipą gospodarzy – reprezentacją Korei Południowej. Mendieta wszedł na boisko w 70. minucie meczu (ponownie zmienił Javiera de Pedro). Zarówno w regulaminowym czasie gry jak i w dogrywce nie padły bramki, w związku z czym arbiter spotkania zarządził konkurs „jedenastek”. Mendieta nie wykonywał rzutu karnego, a „La Furia Roja” przegrała je 3–5 i pożegnała się z turniejem.
Swoje ostatnie spotkanie w „La Furia Roja” zagrał 20 listopada 2002 roku w Grenadzie. Był to mecz towarzyski, a przeciwnikiem była Bułgaria. Gaizka Mendieta zagrał pierwszą połowę po czym został zastąpiony w przerwie spotkania. Ogólnie w seniorskiej reprezentacji Hiszpanii rozegrał 40 spotkań, w których zdobył 8 bramek. Gaizka Mendieta dwukrotnie wystąpił w meczach przeciwko Polsce i w obu pojedynkach wygrywali Hiszpanie. 18 sierpnia 1999 roku w Warszawie pokonali Polaków 2–1, a 26 stycznia 2000 roku w Kartagenie wygrali 3–0. W obu tych meczach Mendieta wybiegał na drugie połowy spotkań.

## Statystyki

### Klubowe
| Klub             | Sezon     | Liga               | Mecze | Minuty | Bramki |
| ---------------- | --------- | ------------------ | ----- | ------ | ------ |
| CD Castellón     | 1991/1992 | Segunda División   | 16    | 1354   | 0      |
| Valencia CF B    | 1992/1993 | Segunda División B | 22    | 1647   | 0      |
| Valencia CF      | 1992/1993 | Primera División   | 2     | 49     | 0      |
| Valencia CF B    | 1993/1994 | Segunda División B | 12    | 1031   | 4      |
| Valencia CF      | 1993/1994 | Primera División   | 20    | 1800   | 2      |
| Valencia CF      | 1994/1995 | Primera División   | 13    | 919    | 1      |
| Valencia CF      | 1995/1996 | Primera División   | 34    | 2455   | 0      |
| Valencia CF      | 1996/1997 | Primera División   | 30    | 1992   | 1      |
| Valencia CF      | 1997/1998 | Primera División   | 30    | 2674   | 10     |
| Valencia CF      | 1998/1999 | Primera División   | 37    | 3164   | 7      |
| Valencia CF      | 1999/2000 | Primera División   | 33    | 2717   | 13     |
| Valencia CF      | 2000/2001 | Primera División   | 31    | 2677   | 10     |
| SS Lazio         | 2001/2002 | Serie A            | 20    | 1105   | 0      |
| FC Barcelona     | 2002/2003 | Primera División   | 33    | 2434   | 4      |
| Middlesbrough FC | 2003/2004 | Premier League     | 31    | 2663   | 2      |
| Middlesbrough FC | 2004/2005 | Premier League     | 7     | 520    | 0      |
| Middlesbrough FC | 2005/2006 | Premier League     | 17    | 1222   | 2      |
| Middlesbrough FC | 2006/2007 | Premier League     | 7     | 292    | 0      |
| Middlesbrough FC | 2007/2008 | Premier League     | 0     | 0      | 0      |

Źródło: Historical Soccer Database

### Reprezentacyjne
| Lp. | Data       | Miejsce                        | Przeciwnik           | Wynik | Gol       | Minuty | Rozgrywki  |
| --- | ---------- | ------------------------------ | -------------------- | ----- | --------- | ------ | ---------- |
| 1.  | 27.03.1999 | Walencja, Hiszpania            | Austria              | 9–0   |           | 22     | EME 2000   |
| 2.  | 05.05.1999 | Sewilla, Hiszpania             | Chorwacja            | 3–1   |           | 39     | towarzyski |
| 3.  | 05.05.1999 | Villarreal, Hiszpania          | San Marino           | 9–0   | Gol       | 16     | EME 2000   |
| 4.  | 18.08.1999 | Warszawa, Polska               | Polska               | 2–1   |           | 44     | towarzyski |
| 5.  | 04.09.1999 | Wiedeń, Austria                | Austria              | 3–1   |           | 10     | EME 2000   |
| 6.  | 08.09.1999 | Badajoz, Hiszpania             | Cypr                 | 8–0   |           | 29     | EME 2000   |
| 7.  | 10.10.1999 | Albacete, Hiszpania            | Izrael               | 3–0   |           | 21     | EME 2000   |
| 8.  | 13.11.1999 | Vigo, Hiszpania                | Brazylia             | 0–0   |           | 8      | towarzyski |
| 9.  | 17.11.1999 | Sewilla, Hiszpania             | Argentyna            | 0–2   |           | 75     | towarzyski |
| 10. | 26.01.2000 | Kartagena, Hiszpania           | Polska               | 3–0   |           | 44     | towarzyski |
| 11. | 23.02.2000 | Split, Chorwacja               | Chorwacja            | 0–0   |           | 44     | towarzyski |
| 12. | 03.06.2000 | Göteborg, Szwecja              | Szwecja              | 1–1   |           | 44     | towarzyski |
| 13. | 07.06.2000 | Luksemburg, Luksemburg         | Luksemburg           | 1–0   | Gol       | 61     | towarzyski |
| 14. | 13.06.2000 | Rotterdam, Holandia            | Norwegia             | 0–1   |           | 19     | ME 2000    |
| 15. | 18.06.2000 | Amsterdam, Holandia            | Słowenia             | 2–1   |           | 90     | ME 2000    |
| 16. | 21.06.2000 | Brugia, Belgia                 | Jugosławia           | 4–3   | Gol       | 90     | ME 2000    |
| 17. | 25.06.2000 | Brugia, Belgia                 | Francja              | 1–2   | Gol       | 56     | ME 2000    |
| 18. | 16.08.2000 | Hanower, Niemcy                | Niemcy               | 1–4   |           | 46     | towarzyski |
| 19. | 02.09.2000 | Sarajewo, Bośnia i Hercegowina | Bośnia i Hercegowina | 2–1   |           | 90     | EMŚ 2002   |
| 20. | 07.10.2000 | Madryt, Hiszpania              | Izrael               | 2–0   |           | 90     | EMŚ 2002   |
| 21. | 11.10.2000 | Wiedeń, Austria                | Austria              | 1–1   |           | 90     | EMŚ 2002   |
| 22. | 15.11.2000 | Sewilla, Hiszpania             | Holandia             | 1–2   |           | 46     | towarzyski |
| 23. | 28.02.2001 | Birmingham, Wielka Brytania    | Anglia               | 0–3   |           | 63     | towarzyski |
| 24. | 24.03.2001 | Alicante, Hiszpania            | Liechtenstein        | 5–0   | Gol · Gol | 90     | EMŚ 2002   |
| 25. | 28.03.2001 | Walencja, Hiszpania            | Francja              | 2–1   |           | 87     | towarzyski |
| 26. | 25.04.2001 | Kordoba, Hiszpania             | Japonia              | 1–0   |           | 46     | towarzyski |
| 27. | 02.06.2001 | Oviedo, Hiszpania              | Bośnia i Hercegowina | 4–1   |           | 57     | EMŚ 2002   |
| 28. | 01.09.2001 | Walencja, Hiszpania            | Austria              | 4–0   | Gol       | 10     | EMŚ 2002   |
| 29. | 05.09.2001 | Vaduz, Liechtenstein           | Liechtenstein        | 2–0   |           | 90     | EMŚ 2002   |
| 30. | 14.11.2001 | Huelva, Hiszpania              | Meksyk               | 1–0   |           | 57     | towarzyski |
| 31. | 13.02.2002 | Barcelona, Hiszpania           | Portugalia           | 1–1   |           | 44     | towarzyski |
| 32. | 17.04.2002 | Belfast, Wielka Brytania       | Irlandia Północna    | 5–0   |           | 44     | towarzyski |
| 33. | 12.06.2002 | Daejeon, Korea Południowa      | Południowa Afryka    | 3–2   | Gol       | 90     | MŚ 2002    |
| 34. | 16.06.2002 | Suwon, Korea Południowa        | Irlandia             | 1–1   |           | 24     | MŚ 2002    |
| 35. | 22.06.2002 | Gwangju, Korea Południowa      | Korea Południowa     | 0–0   |           | 20     | MŚ 2002    |
| 36. | 21.08.2002 | Budapeszt, Węgry               | Węgry                | 1–1   |           | 46     | towarzyski |
| 37. | 07.09.2002 | Ateny, Grecja                  | Grecja               | 2–0   |           | 29     | EME 2004   |
| 38. | 12.10.2002 | Albacete, Hiszpania            | Irlandia Północna    | 3–0   |           | 13     | EME 2004   |
| 39. | 16.10.2002 | Logroño, Hiszpania             | Paragwaj             | 0–0   |           | 46     | towarzyski |
| 40. | 20.11.2002 | Grenada, Hiszpania             | Bułgaria             | 1–0   |           | 46     | towarzyski |

Źródło: Historical Soccer Database